# Селчета (Рим)
Селчета је насеље у Италији у округу Рим, региону Лацио.
Према процени из 2011. у насељу је живело 6772 становника. Насеље се налази на надморској висини од 66 м.